# Pobołowice-Kolonia
Pobołowice-Kolonia – kolonia w Polsce położona w województwie lubelskim, w powiecie chełmskim, w gminie Żmudź.
W latach 1975–1998 miejscowość administracyjnie należała do województwa chełmskiego.
Według Narodowego Spisu Powszechnego z roku 2011 wieś liczyła 141 mieszkańców i była dziewiątą co do liczby ludności miejscowością gminy.
Wierni Kościoła rzymskokatolickiego należą do parafii Podwyższenia Krzyża Świętego w Żmudzi.

## Części wsi
| SIMC    | Nazwa   | Rodzaj     |
| ------- | ------- | ---------- |
| 0111290 | Pacówka | przysiółek |